# Дяковце
Дяковце (словац. Diakovce) — село, громада округу Шаля, Нітранський край. Кадастрова площа громади — 26.28 км².
Населення 2291 особа (станом на 31 грудня 2019 року).

## Історія
Дяковце згадується 1002 року.

## Населення
| Рік:            | 1994. | 2004.   | 2014.   | 2024.   |
| --------------- | ----- | ------- | ------- | ------- |
| Кількість осіб: | 2113  | 2223    | 2259    | 2377    |
| Різниця:        |       | +5,20 % | +1,61 % | +5,22 % |

| Рік:            | 2023. | 2024.   |
| --------------- | ----- | ------- |
| Кількість осіб: | 2380  | 2377    |
| Різниця:        |       | -0,12 % |